# 快貸球館

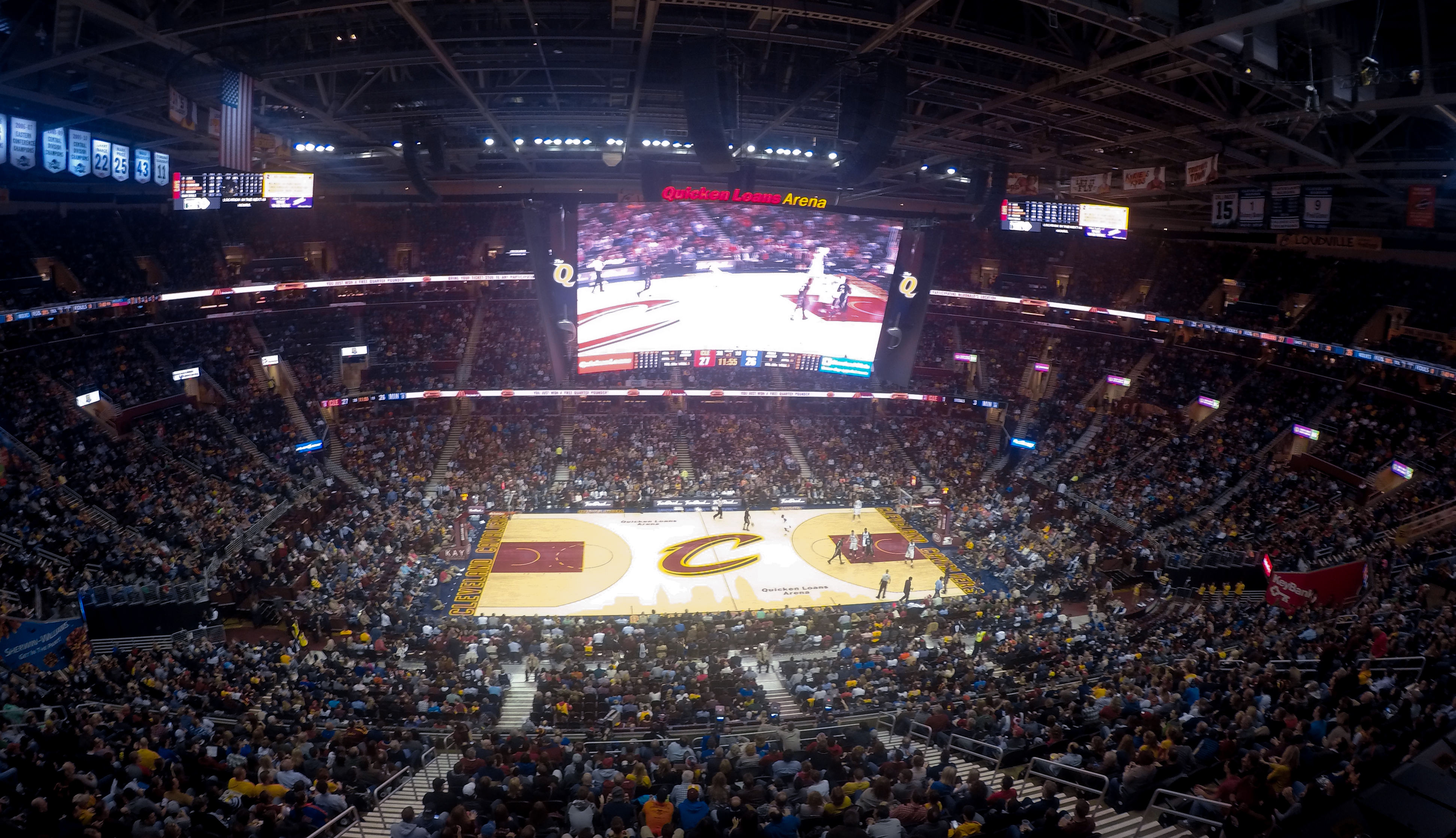
球場內部

速貸競技館，暱稱為「The Q」，是一座位於美國俄亥俄州克里夫蘭的室內體育館，現為國家籃球協會（NBA）克里夫蘭騎士隊的主場館。
速貸競技館落成於1994年，當時稱作岡德球館（Gund Arena），球館名稱來自於騎士隊的前所有人戈登·岡德（Gordon Gund）。2005年球隊易主後更為現名，「速貸」是根據新老闆吉爾伯特公司的名字起的，他希望藉此把之前岡德留下的所有東西都清理掉。

## 外部連結
- 官方网站
- Quicken Loans Arena Seating Chart